# Stéphane Guillaume
Pour les articles homonymes, voir Guillaume.
Stéphane Guillaume, est un ancien footballeur international haïtien né le 9 février 1984 à Saint-Marc. Il évoluait au poste de défenseur.

## Biographie

### En club
Le 16 mai 2009, Guillaume signe avec les Stars de Cleveland City.

## Palmarès
- Vainqueur de la Coupe caribéenne des nations en 2007 avec l'équipe d'Haïti